# Limassol
Limassol (grško Λεμεσός, latinizirano: Lemesós izgovorjava [lemeˈsos]; turško Limasol, Leymosun) je mesto na južni obali Cipra in glavno mesto okrožja z istim imenom. Limassol je drugo največje mestno območje na Cipru za Nikozijo, z mestnim prebivalstvom 183.658, v metropolitanskim območju 239.842.
Leta 2014 je TripAdvisor uvrstil Limassol na 3. obetavno destinacijo na svetu na svojem seznamu Top 10 Traveler's Choice destinacij v vzponu. Mesto je tudi uvrščeno na 89. mesto na svetu v Mercerjevi raziskavi kakovosti življenja (2017).
Na lestvici leta 2020, ki jo je objavilo Raziskovalno omrežje za globalizacijo in svetovna mesta, je bil Limassol uvrščen med globalna mesta "Gamma −".

## Zgodovina
Limassol je bil zgrajen med dvema starogrškima mestoma Amathus in Kourion, med bizantinsko vladavino pa je bil znan kot Neapolis (novo mesto). Zgodovinsko središče Limassola je okoli njegovega srednjeveškega gradu Limassol in starega pristanišča. Danes se mesto razprostira vzdolž sredozemske obale in se je razširilo veliko dlje od gradu in pristanišča, njegova predmestja pa se raztezajo vzdolž obale do Amathusa. Zahodno od mesta je območje Akrotiri britanskega čezmorskega ozemlja Akrotiri in Dhekelia.

### Antika
Mesto Limassol leži med starodavnima mestoma Amathus in Kourion (Curium). Limassol je bil verjetno zgrajen potem, ko je bil Amathus uničen. Vendar je bilo mesto naseljeno že od antičnih časov. Grobovi, najdeni tam, segajo v leto 2000 pred našim štetjem, drugi pa v 8. in 4. stoletje pred našim štetjem. Teh nekaj ostankov kaže, da je morala obstajati majhna kolonizacija, ki se ni uspela razviti in razcveteti. Antični pisci ne omenjajo ničesar o ustanovitvi mesta. Leta 85 pr. n. št. je armenski cesar Tigran Veliki (armensko Տիգրան Մեծ Tigran Mets; grško Τιγράνης ὁ Μέγας Tigránes ho Mégas) dosegel Limassol, da bi vzpostavil varnost in zaščito lokalnih grških zaveznikov pred Rimom, čemur je sledila njegova osvojitev Sirije, Libanona in Anatolije.
Po Kalcedonskem koncilu, ki je potekal leta 451, so lokalni škof ter škofa Amathusa in Arsinoe sodelovali pri ustanovitvi mesta, ki bi bilo znano po imenih Theodosiana in Neapolis. Škof Leontios iz Neapolisa je bil pomemben cerkveni pisec v 7. stoletju. Zapisi 7. sinode (757) ga omenjajo kot škofovski sedež. Mesto je bilo v 10. stoletju znano kot Lemesos.

### Srednji vek
Zgodovina Limasola je v veliki meri znana po dogodkih, povezanih s tretjo križarsko vojno. Angleški kralj Rihard I. Levjesrčni je leta 1190 potoval v Sveto deželo. Tja sta potovali tudi njegova zaročenka ([[Berengaria Navarska) in njegova sestra (Ivana Angleška, kraljica Sicilije), vendar na drugi ladji. Zaradi nevihte je ladja s kraljicami prispela v Limassol. Izak Komnen, odpadniški bizantinski grški guverner Cipra, je povabil plemkinje na kopno z namenom, da bi jih zadržal za odkupnino, vendar so ga zavrnile. Zato jim je zavrnil svežo vodo in morali so znova odpluti na morje ali pa se prepustiti ujetju. Ko je Richard prispel v Limassol in srečal Izaka Komnena, ga je prosil, naj prispeva h križarski vojni za osvoboditev Svete dežele. Komnen se je na začetku strinjal, kasneje pa zavrnil. Richard ga je končno aretiral; celoten otok so zato prevzeli Anglo-Normani, s tem se je končala dolga bizantinska oblast nad Ciprom. Rihard je praznoval svojo poroko z Berengarijo, ki je na Cipru prejela krono kot angleška kraljica. Rihard je uničil Amathus, prebivalce pa so preselili v Limassol.
Leto kasneje, leta 1191 n. št., je bil Ciper prodan za 100.000 bezantov templarjem, bogatim menihom in vojakom, katerih cilj je bila zaščita svetega groba v Jeruzalemu.
Vitezi so uvedli visoke davke, da bi dobili nazaj denar, ki so ga dali za nakup Cipra. To je povzročilo upor Ciprčanov, ki so se želeli znebiti vezi obljube. Richard je sprejel njihovo prošnjo in našel se je nov kupec: Guy de Lusignan, rimokatolik iz Poitouja. Ciper je bil zato predan francoski rodbini Lusignan, s čimer je bilo ustanovljeno srednjeveško Ciprsko kraljestvo.
V obdobju približno treh stoletij 1175–1489 je Limassol užival izjemno blaginjo. Za Ciper je bilo značilno veliko število latinskih škofov. To je trajalo do zasedbe Cipra s strani Osmanov leta 1570. Tam so se naselili latinski bataljoni, ki so ustanovili samostane. Naselitev trgovcev na Cipru in zlasti v Limassolu v 13. stoletju je povzročila finančno blaginjo njegovih prebivalcev. Njegovo pristanišče kot središče transporta in trgovine je veliko prispevalo k finančnemu in kulturnemu razvoju.

### Beneška oblast
Ciper je leta 1489 Benetkam prodala ciprska kraljica Katarina Cornaro. Benečani so okrepili grad Limassol.

### Osmansko cesarstvo
Osmansko cesarstvo je napadlo Ciper v letih 1570–1577 in ga okupiralo. Limassol je bil osvojen julija 1570 brez kakršnega koli odpora.
Nekatere soseske, večinoma vzhodno od mesta, so bile pretežno grške, zahodno pretežno turške z enakomerno mešanim območjem okoli gradu. Cerkev je imela pomembno vlogo pri izobraževanju Grkov v letih 1754–1821. V teh letih so bile v vseh mestih ustanovljene nove šole. Grški intelektualci so poučevali grško zgodovino, turščino in francoščino. V mestu Limassol so delovale naslednje šole:
- Grška šola, ki je bila ustanovljena leta 1819.
- Prva javna šola, ki je bila ustanovljena leta 1841.
- Dekliška šola, ki je bila ustanovljena leta 1861.

### Britanska kolonialna administracija
Britanci so prevzeli oblast na Cipru leta 1878. Prvi britanski guverner Limassola je bil polkovnik Warren. Pokazal je posebno zanimanje za Limassol in že od prvih dni je stanje v mestu pokazalo izboljšanje. Ceste so očistili, živali odstranili iz središča, uredili ceste, zasadili drevesa in zgradili doke za nakladanje in razkladanje tistih ladij, ki so bile zasidrane na morju. V 1880-ih so postavili tudi luči za osvetlitev osrednjih prostorov. Leta 1912 je elektrika nadomestila stare luči.
Od prvih let britanske okupacije so začeli delovati pošta, telegraf in bolnišnica. Leta 1880 je začela delovati prva tiskarna. V tej tiskarni sta leta 1897 izšla časopisa Alithia in Anagennisis. Istočasno je izšel časopis Salpinx.
Konec 19. stoletja so začeli delovati prvi hoteli. Med njimi sta bila Evropa in Amathus. Te spremembe, ki so jih uvedli Britanci, so prispevale k razvoju intelektualnega in umetniškega življenja. Ustanovljene so bile šole, gledališča, klubi, umetniške galerije, glasbene dvorane, športna društva, nogometni klubi itd. in so pomenili veliko za kulturno življenje Limassola

## Podnebje
Limassol ima subtropsko-sredozemsko podnebje (Köppnova podnebna klasifikacija: Csa) z vročimi in suhimi poletji ter blagimi zimami, ki jih ločujejo kratke pomladi in jeseni, ki so na splošno tople in sončne. Od decembra do marca je vreme nestanovitno in je lahko deževno in vetrovno. Sonce sije v povprečju okoli 6 ur na dan. V tej sezoni je nekaj dni, ko najvišje dnevne temperature morda ne presežejo 12 °C, najnižje nočne temperature pa so lahko nizke do 2 °C, vendar se običajno temperatura giblje od 16 °C do 20 °C podnevi in od 7 °C do 12 °C ponoči. Dež je po navadi močan v tem letnem času in nevihte se pojavljajo pogosto, čeprav običajno ne trajajo dolgo.
Sneg v Limassolu je zelo redek pojav in običajno pade pomešano z dežjem vsakih 7 do 13 let. Sneg pomešan z dežjem je padal februarja 2004, januarja 2008 in februarja 2012. Januarja 2022 je Limassol zabeležil rekordno nizko temperaturo –0,8 °C. 
Poletje je za Limassol najdaljša sezona v letu in traja približno šest mesecev; začne se maja in konča oktobra. V tem letnem času je vreme vsak dan sončno, dežuje pa redko. Temperature se gibljejo med 19 °C do 30 °C junija in septembra ter med 22 °C do 40 °C julija in avgusta. V juniju se včasih lahko pojavi morska megla, ki se običajno razkadi zgodaj zjutraj. Jesen je topla in običajno sončna. Začne se konec novembra in decembra.
Limassol prejme približno 410 mm dežja vsako leto, vendar se to razlikuje od leta do leta in včasih pride do suše (vsakih 3–5 let). Deževna sezona 2009–2010 je bila mokra s padavinami kar 515 mm na nekaterih območjih, medtem ko je bila deževna sezona 2007–2008 suha s samo 300 mm dežja. Toča je redka in običajno pada med oktobrom in aprilom.

## Gospodarstvo
Razvoj turizma v Limassolu se je začel po letu 1974, ko sta bila Famagusta in Kirenija, glavni turistični letovišči Cipra, zasedena s turško invazijo na Ciper. Limassol ima veliko plaž, primernih za sončenje in kopanje. Kopalna plaža z vsemi potrebnimi objekti, ki jih zagotavlja Ciprska turistična organizacija (CTO), deluje v mestu Limassol, na območju Dasoudi.
Pristanišče Limassol je leta 1974 postalo glavno morsko pristanišče Republike Ciper. Pred letom 1974 je to vlogo opravljala Famagusta, ki je zdaj na severnem Cipru in je nobena država razen Turčije ne priznava kot zakonito pristanišče.
Limassol je baza številnih otoških vinskih podjetij, ki oskrbujejo vinorodne regije na južnih pobočjih gorovja Troodos, vključno s Commandario. Med podjetji so KEO, LOEL, SODAP in ETKO. Vina in konjaki (žganja), pridelani iz tukajšnjega grozdja, so prejeli več nagrad na mednarodnih razstavah Domačini in tuji obiskovalci na Cipru porabijo precej vinskih proizvodov. Velike količine se izvažajo v Evropo.
Mesto Limassol je največje industrijsko središče province. Obstaja približno 350 industrijskih enot z 90 industrijskimi izdelki. Te industrije so šiviljstvo, pohištvo, čevljarstvo, pijače, hrana, tiskovine, kovinska industrija, električne naprave, plastika ter številne druge različne industrije.
Limassol je pomembno trgovsko središče Cipra. To je posledica prisotnosti suverene baze Združenega kraljestva Akrotiri in Dhekelia ter razselitve prebivalstva v Limassolu po turški invaziji leta 1974. Tržnice so zbrane v središču mesta in na turističnem območju vzdolž obale, ki se začne od starega pristanišča in konča na območju Amathusa. Na tem območju je večina hotelov, restavracij, slaščičarn, diskotek in nasploh zabavišč.
Limassol ima dve pristanišči, običajno imenovani "staro pristanišče" in "novo pristanišče". Novo pristanišče ima največji trgovski in potniški promet in je največje pristanišče v Republiki Ciper. Staro pristanišče ima valobran, dolg 250 metrov in lahko sprejme le tri majhne ladje hkrati. Zato ga običajno uporabljajo ribiški čolni. Novo pristanišče je globoko 11 metrov in ima valobrane, ki so dolgi 1300 metrov. Lahko sprejme približno deset ladij, odvisno od njihove velikosti. Skozi ti pristanišči se izvaža in uvaža grozdje, vino, rožiči, citrusi in uvaža žita, vozila, stroje, tekstil, kmetijska zdravila, gnojila, železo itd.
Zgrajena je bila marina, ki je zahodno od gradu Limassol, med starim in novim pristaniščem. Ta nov razvoj omogoča privezovanje čezoceanskih jaht in je bila odprta za javnost leta 2014, svoje prve jahte pa je gostila leta 2013. Marina ima kapaciteto 1000 plovil.
V zadnjih letih je Limassol doživel gradbeni razcvet, ki sta ga spodbujala turistični sektor in naraščajoče tuje naložbe v mesto. Javni projekti, kot je preoblikovanje enega kilometra mestne promenade, izboljšujejo kakovost življenja ljudi in podobo mesta kot svetovljanske destinacije. Izboljšave infrastrukture, delno financirane iz evropskih programov, so pomagale rešiti prometne težave, s katerimi se je mesto soočilo z izgradnjo novih nadvozov in krožišč na avtocesti.
Limassol je dom Ciprske tehnološke univerze. 
Obiskovalcem so na voljo številni muzeji in arheološka najdišča. Limassol privablja široko paleto turistov predvsem v podaljšani poletni sezoni, ki so nastanjeni v številnih hotelih in apartmajih.
Riviera Limassol [http://city.sigmalive.com/gallery/10211/i-aktogrammi-tis-lemesoy-apo-psila] preživlja veliko fazo gradbenega razcveta, ki se je prvič začela konec leta 2013, ko je bila sprejeta spodbudna gradbena zakonodaja. Od takrat je ciprski skupnosti vsako leto predstavljenih na stotine novih stanovanjskih enot in rastočih podjetij. Med projekti v gradnji je visoka stanovanjska stavba One, kjer bo, ko bo dokončana, najvišja stolpnica na Cipru in najvišja stanovanjska stavba ob obali v Evropi. V gradnji je tudi 'City of Dreams Mediterranean', ki bo največje igralniško letovišče v Evropi.

## Demografija
Notranja migracija od leta 1960 in pritok razseljenih oseb po letu 1974 sta znatno povečala število prebivalcev Limassola in njegovih predmestij. Širši Limassol danes vključuje občino Limassol (vključuje predmestje Agia Fyla) in občine Polemidia, Mesa Geitonia, Agios Athanasios, Germasogeia in Ypsonas.
Limassol je imel tradicionalno mešano prebivalstvo ciprskih Grkov, Turkov in ciprskih Armenov. Večina ciprskih Turkov se je leta 1974 preselila na sever. V skladu s tem se je veliko ciprskih Grkov s severa Cipra, ki so po turški invaziji postali begunci, naselilo v Limassolu. V 1990-ih se je več ciprskih Romov (ki jih po ustavi šteje za ciprske Turke) vrnilo s severa otoka v turško četrt Limassol. Armenci so ostali v Limassolu in nadaljevali prebivališče v okolici armenske apostolske cerkve Sourp Kevork ter vzdrževali osnovno šolo z imenom Nareg (Նարեկ Հայկական Վարժարան). V okrožju Limassol je tudi armenska vas z imenom Armenochori (grško: Αρμενοχώρι).
Porast rodnosti prebivalstva v poznem 19. in 20. stoletju (1878–1960) je bil 70-odstoten. Število prebivalcev je leta 1881 znašalo 6131, leta 1960 pa se je število povzpelo na 43.593. Število grškega prebivalstva je bilo ocenjeno na 37.478, turškega pa na 6115.
Limassol je dom velike skupnosti pontskih Grkov, ki so se po razpadu Sovjetske zveze naselili na Cipru.
V zadnjih letih je mesto postalo vse bolj priljubljeno tudi pri Rusih ali drugih postsovjetskih državljanih in izseljencih. Danes je približno 17 % prebivalcev Limassola rusko govorečih, 8 % prebivalcev pa je ruskih državljanov.

## Okrožje Limassol
Okrožje Limassol je eno od šestih okrožij Cipra. Od leta 2011 je imelo 239.842 prebivalcev.  Njegovo glavno mesto je Limassol. Del britanskega čezmorskega ozemlja Akrotiri in Dekelija tvori enklavo na polotoku Akrotiri pod suverenostjo Združenega kraljestva.
Okrožje Limassol tvori večji del jugozahodnega osrednjega dela Cipra. Reka Kouris izvira na južnih pobočjih gorovja Troodos, ki leži v severnem delu okrožja proti središču Cipra, in se izliva v morje blizu starodavnega mesta Kourion. To reko je zajezil jez Kouris, ki je povzročil skorajšnje izsušitev reke v spodnjem toku. Limassol, severovzhodno od polotoka Akrotiri, leži v zalivu Akrotiri, medtem ko Pissouri, severozahodno od polotoka, leži v zalivu Episkopi. Zaliv Episkopi je gnezdišče za orjaške črepahe in glavate karete, ki sta obe na seznamu ogroženih vrst IUCN.
Glede na statistične kode občin, skupnosti in četrti Cipra Statistične službe Cipra (2015) ima okrožje Limassol 6 občin in 106 skupnosti.

## Znamenitosti
- Srednjeveški grad je eden od desetih gradov na Cipru. Zgradili so ga Bizantinci okoli leta 1000 našega štetja. Približno v istem obdobju so tam zgradili tudi kapelo. Rihard I. Levjesrčni naj bi se na tem mestu poročil s svojo zaročenko princeso Berengarijo Navarsko, potem ko je bila leta 1191 njena ladja na kopnem v bližini, ko ga je spremljala v tretjo križarsko vojno, na poti v Sveto deželo. Grad je bil med letoma 1790 in 1940 uporabljen kot zapor, zdaj pa služi kot srednjeveški muzej. Zbirka, ki jo ponuja muzej, pokriva obdobje od 400 do 1870 našega štetja. Obiskovalec si lahko ogleda številne eksponate: topove, lesene rezbarije iz 17. in 18. stoletja, slike in nagrobnike, kipe, oklepe, kovance, terakoto, kovinsko in lončenino, umetne izdelke iz stekla in marmorja.
- Arheološki muzej ponuja zelo zanimivo zbirko starin, najdenih v okrožju Limassol, ki segajo od mlajše kamene dobe do rimskega obdobja. Nekatera arheološka odkritja so: kamnite sekire iz neolitika in bakrene dobe, keramika in predmeti iz starodavnih mest Curium in Amathus, pa tudi rimska terakota, zlat nakit, kovanci, skulpture, stebri, vaze, uhani, prstani, ogrlice , marmorni kipi itd.
- Muzej ljudske umetnosti ima sedež v ohranjeni stari hiši, ki vsebuje zbirko ciprske ljudske umetnosti zadnjih dveh stoletij. Predmeti v zbirki so: narodne noše, gobelini, vezenine, lesene skrinje, telovniki, moški suknjiči, ogrlice, različna svetla oblačila, mestne noše, podeželsko orodje itd. Muzej je bil ustanovljen leta 1985. Več kot 500 eksponatov hrani njegovih šest sob. Muzej je leta 1989 prejel nagrado Europa Nostra. Tu lahko obiskovalec preučuje ciprsko kulturo skozi ročno izdelane eksponate.
- Ljudski vrt je ob obalni cesti. Zagotavlja veliko raznolikost vegetacije: evkaliptuse, borovce in ciprese. Znotraj vrta je manjši živalski vrt. Tam lahko obiskovalec vidi jelene, muflone, noje, fazane, tigre, leve, opice, jastrebe, pelikane in druge živali ter različne vrste ptic. Nedaleč od živalskega vrta je majhen naravoslovni muzej in vrtno gledališče, ki je prenovljeno za gostovanje mednarodnih skupin.
- Serijo javnih skulptur, ki jih je naročila občina Limassol, je mogoče najti na melioraciji (zdaj park Twin Cities), ki obsega eno miljo predelanega zemljišča ob obali. Skulpture so ustvarili Costas Dikefalos, Thodoros Papayiannis, Vassilis Vassili in Kyriakos Rokos iz Grčije ter Helene Black s Cipra.
- Towers of Limassol BBC Relay, močan srednjevalovni oddajnik.

## Pobratena mesta
Limassol je pobraten z: 
| - [Nanjing, Kitajska - Aleksandrija Egipt - Marseille Francija - Niederkassel Nemčija |  | - Iraklion, Kreta, Grčija - Patras Grčija - Rodos (mesto) Grčija - Solun Grčija |  | - Janina Grčija - Zakintos Grčija - Haifa Izrael (od 2000) |